# Limpieza de colon
La limpieza de colon (también llamada "terapia de colon") se refiere a varias terapias de medicina alternativa que busca eliminar  las toxinas del colon, mediante la evacuación asistida de la acumulación de heces. Este procedimiento también puede encontrarse bajo el nombre de "hidroterapia de colon", "limpieza colónica" o "irrigación del colon", entre otros. Durante la década de 2000 aumentó la presencia de infomerciales de suplementos orales que anunciaban su efectividad para la limpieza de colon.
No hay evidencia científica para los supuestos beneficios de la limpieza de colon. Algunas preparaciones utilizadas en los enemas han sido vinculadas a ataques cardíacos y desequilibrios electrolíticos, mientras que equipos preparados erróneamente o mal esterilizados pueden provocar infecciones internas o daño al intestino. El uso frecuente de esta técnica puede provocar dependencia de los enemas para defecar, mientras que algunas hierbas pueden reducir la efectividad o aumentar los riesgos asociados al uso de fármacos médicos.
Algunos procedimientos de limpieza de colon utilizan tubos y equipamiento especial para inyectar agua, a veces mezclada con hierbas, o bien otros líquidos al colon a través del recto.
Los procedimientos que involucran la vía oral están constituidos por la ingesta de fibra dietética, hierbas, suplementos dietéticos o laxantes.

## Supuesta utilidad
Los promotores de estos procedimientos afirman que las heces se solidifican en las paredes del intestino grueso, y que en ellas se alojan parásitos y bacterias patógenas de la microbiota intestinal, que causan síntomas y una situación general de mala salud.
Los microorganismos que habitan el intestino humano median las funciones metabólicas, fisiológicas e inmunes del hospedador. Por lo tanto, las perturbaciones en este ecosistema simbionte pueden provocar algunas enfermedades. Además, los estados de enfermedad provocan cambios secundarios en la microbiota intestinal. Los promotores de la técnica afirman que la limpieza colónica restituiría el equilibrio simbiótico mediante el arrastre de patógenos.
Estas hipótesis de "auto-intoxicación" se basan en creencias médicas presentes desde los antiguos egipcios y griegos, y fueron desacreditadas a principios del siglo XX.

## Opiniones oficiales
La 'limpieza de colon' ha sido catalogada como pseudoterapia por el Ministerio de Sanidad del Gobierno español por recomendación del "Observatorio OMC contra las Pseudociencias, Pseudoterapias, Intrusismo y Sectas Sanitarias" perteneciente a la Organización Médica Colegial de España.
En Estados Unidos, la agencia gubernamental de Administración de Alimentos y Medicamentos (FDA) regula la producción de equipamiento utilizada en la técnica, pero no regula su uso o los suplementos orales que se utilizan. Asimismo, quienes fabrican los dispositivos utilizados afirman que los mismos no requieren verificación o evidencia que avale su utilidad. Los contenidos de los productos tampoco son verificados o probados. La FDA ha emitido varias declaraciones advirtiendo a los fabricantes y los distribuidores de los equipos usados respecto al uso de afirmaciones falsas sobre la efectividad de la técnica, su seguridad y las violaciones a los controles de calidad.